# Edyta Bartosiewicz
Edyta Małgorzata Bartosiewicz (Varšava, 11. siječnja 1965.) je poljska pjevačica.

## Životopis
Karijeru je počela 1990. godine u grupi Holloee Poloy. Pjesme u početku piše na engleskom pa se njezin prvi samostalni album zove Love, no kasnije snima na poljskom.

## Diskografija

### Albumi
- The Big Beat, (s grupom Holloee Poloy) (1990.)
- Love, (1992.)
- Sen, (San, 1994.)
- Szok'n'show, (Shock and Show, 1995.)
- Dziecko, (Dijete, 1997.)
- Wodospady, (Slapovi, 1998.)
- Dziś są moje urodziny, (Danas mi je rođendan, 1999.)
- Renovatio (2013.)
- Love & More (2014.)
- Ten moment (2020.)

## Vanjske poveznice
- Edyta Bartosiewicz - službena stranica (polj.)